# تخم بلوط سفلی
تخم بلوط سفلی، روستایی در دهستان داجیوند بخش مرکزی شهرستان هلیلان در استان ایلام ایران است.

## جمعیت
بر پایه سرشماری عمومی نفوس و مسکن در سال ۱۳۹۵، جمعیت این روستا برابر با ۴۱۰ نفر (۱۰۴ خانوار) بوده‌است.